# Oklahoma! (film)
Oklahoma! är en amerikansk musikalfilm från 1955 i regi av Fred Zinnemann. Filmen är baserad på musikalen med samma namn från 1943 av Richard Rodgers och Oscar Hammerstein II. I huvudrollerna ses Gordon MacRae, Shirley Jones (i hennes filmdebut), Rod Steiger, Charlotte Greenwood, Gloria Grahame, Gene Nelson, James Whitmore och Eddie Albert. 
År 2007 valdes filmen ut för att bevaras i National Film Registry av USA:s kongressbibliotek då den anses vara ”kulturellt, historiskt eller estetiskt betydelsefull”.

## Rollista i urval
- Gordon MacRae – Curly McLain
  - James Mitchell – Curly i drömsekvens (dansare)
- Shirley Jones – Laurey Williams
  - Bambi Linn – Laurey i drömsekvens (dansare)
- Gene Nelson – Will Parker
- Gloria Grahame – Ado Annie Carnes
- Charlotte Greenwood – tant Eller
- Rod Steiger – Jud Fry
- Eddie Albert – Ali Hakim
- James Whitmore – Andrew Carnes
- Barbara Lawrence – Gertie Cummings
- Jay C. Flippen – Skidmore
- Roy Barcroft – Marshal

## Musiknummer i filmen i urval
- "Oh What a Beautiful Mornin'" - Curly
- "The Surrey With the Fringe On Top" - Curly
- "I Cain't Say No" - Ado Annie
- "People Will Say We're In Love" - Curly och Laurey
- "Out of My Dreams" - Laurey och ensemble
- "All Er Nuthin'" - Will och Ado Annie
- "Oklahoma" - Curly och ensemble